# Wära
Pour les articles homonymes, voir Wara.
Le Wära est une monnaie fondante locale en circulation en 1931 à Schwanenkirchen, une petite ville minière de Bavière.

## Introduction
Le « wära » est une forme de monnaie non thésaurisable, dite monnaie « fondante », créée en Allemagne en 1919 par la société des « franchistes ».

## Fonctionnement
Une monnaie fondante est une monnaie qui perd régulièrement de sa valeur. 
Ainsi, le wära perdait-il environ 1 % de sa valeur tous les mois. Il fallait apposer un timbre toutes les fins de mois sur les billets pour que ceux-ci retrouvent leur valeur d'origine. Douze cases figuraient au dos de chaque wära à cet effet. Les bons étaient changés chaque année quand les cases étaient pleines. Cette « sanction » à la thésaurisation empêchait de les stocker et de déclencher des crises.

## Historique

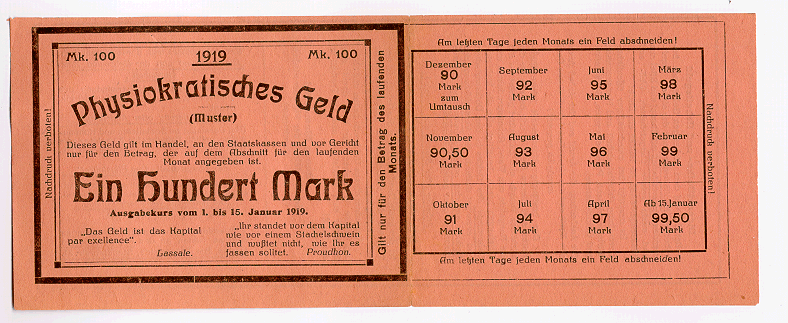
Recto-verso d'un billet de 100 marks physiocratiques, un exemple de monnaie fondante.
Au verso, l'indication de sa valeur selon les mois : émis le premier janvier 1919, il ne vaut plus que 90 marks en décembre.

L'idée de monnaie fondante revient à l'allemand Silvio Gesell qui a émis cette idée en 1918 dans son ouvrage L'Ordre économique naturel (Ed Uromant, Bruxelles).
La société des franchistes fut créée en Allemagne en 1919 pour mettre en place cette monnaie. 

### L'expérience de Schwanenkirchen
[Quoi ?] Expérimentée notamment à la suite du rachat d'une mine de 40 ouvriers dans la région désolée de Schwanenkirchen en Allemagne en 1930. N'ayant pu obtenir un prêt que des franchistes et ne disposant pas de trésorerie en marks, le nouveau propriétaire Max Hebecker utilisa des wära pour payer ses ouvriers et convainquit les commerçants de les accepter. Les grossistes de ceux-ci pouvaient les utiliser pour acheter du charbon à la mine.
Le ministre allemand des finances réussit à faire interdire le wära en octobre 1931 malgré ses spectaculaires résultats sur l'économie locale. La conséquence de cette interdiction fut la fermeture de la mine.

### L'expérience de Wörgl
L'expérience somme toute réussie du wara à Schwanenkirchen inspira la commune autrichienne de Wörgl sous l'impulsion de son maire, Michael Unterguggenberger, à établir un système semblable, mais sur la base de "certificats de travail", qui fut également interdit le 5 janvier 1933.

### Au Liechtenstein
Dans le village de Triesen, au Liechtenstein, circulaient en 1932 des "certificats de travail" selon l'exemple de Wörgl.

### En Suisse
Le procureur fédéral interdit en 1933 l'entrée en Suisse et la parole à Michael  Unterguggenberger qui était invité à tenir des conférences à Zürich, Shaffhouse et en Thurgovie.

### En France
En 1933 fut créée en France la "mutuelle nationale d'échange", un réseau sur une base privée qui utilisait le "Valor" comme moyen d'échange et qui suivait l'exemple du Wära. Cette expérience fut interdite par le ministère de l'intérieur en 1935.